# バルカンコガラ
バルカンコガラ（学名：Parus lugubris）は、スズメ目シジュウカラ科に分類される鳥類の一種。